# Steinhorst (Lauenburg)
Steinhorst ist eine Gemeinde im Kreis Herzogtum Lauenburg in Schleswig-Holstein. Mühlenbrook liegt im Gemeindegebiet.

## Geographie
Die Gemeindegröße beträgt rund 16 km². Davon sind 580 ha Wald und 820 ha landwirtschaftliche Flächen, die von zwei Kreisdomänen und einem landwirtschaftlichen Betrieb bestellt werden.
Im Wald befindet sich der Wehrensteich, der eine Fläche von 22 ha hat.

## Geschichte
Im Jahre 1315 wurde Steinhorst das erste Mal urkundlich erwähnt. Nach der erfolglosen Belagerung Hamburgs im Jahr 1686, bei der der dänische König Christian V. scheiterte, die Hansestadt, die zu diesem Zeitpunkt genauso wie Steinhorst zu Schleswig-Holstein-Gottorf gehörte, zu unterwerfen, entstand eine Kriegsschuld gegenüber dem Herzogtum Braunschweig-Lüneburg. Christian Albrecht von Schleswig-Holstein-Gottorf erkannte dabei Rüstungskosten in Höhe von 90.000 Reichstalern an. Diese Kriegskosten führten zum Verkauf des Amtes Steinhorst. Die Tilgung erfolgte nicht termingerecht, Herzog Georg Wilhelm von Braunschweig-Lüneburg forderte allerdings die sofortige Rückzahlung. Am 7. August 1691 kam es in Hamburg zu einem Vergleich, bei dem Magnus von Wedderkop die Seite von Holstein-Gottorf vertrat und Weipart Ludwig von Fabrice die Seite von Braunschweig-Lüneburg. Dabei einigte man sich darauf, eine reduzierte Schuld von 70.000 Reichstalern auf dem Kieler Umschlag 1692 zu begleichen. Da Christian Albrecht von Schleswig-Holstein-Gottorf nicht in der Lage war, die Schuld aufzubringen, erwarb Magnus von Wedderkop am 2. Dezember 1691 das Amt Steinhorst mit allen Dörfern. Nachdem Herzog Georg Wilhelm von Braunschweig-Lüneburg nochmals gedroht hatte, das Amt Steinhorst zu occupiren, beglich Magnus von Wedderkop die Schuld. Dies wurde am 17. Februar 1692 in Hamburg quittiert. 
Das Herrenhaus Steinhorst (auch Gut Steinhorst) von 1721/22 ist ein großer, in Backstein aufgeführter Barockbau mit Mansard-Walmdach. Die Entwürfe zu diesem Bau stammten vom Architekten Johannes Nicolaus Kuhn, der vor allem für seine zahlreichen Werke in Hamburg bekannt ist. Da das Gut auf der Grenze zwischen Lauenburg und Stormarn lag, verursachte es von 1737 bis 1739 einen Streit zwischen Georg II., dem König von Großbritannien, Kurfürsten von Braunschweig-Lüneburg sowie Herzog von Hannover, und Christian VI., dem König von Dänemark. Beide erhoben Besitzansprüche und bei beiden hatte der Erbauer und ehemalige Eigentümer Gottfried von Wedderkop, Sohn von Magnus von Wedderkop, Schulden. Während der Verhandlungen wurde Steinhorst auf Veranlassung des dänischen Gesandten in Hamburg Christian August von Johnn (1688–1764) besetzt. Wedderkop verhandelte mit Georg II. ein Vorkaufsrecht und dieser ließ die 26 dänischen Reiter, die das Gut besetzten, von 700 Hannoveranern vertreiben.
Im Jahre 1928 wurde Steinhorst selbständige Landgemeinde.

## Politik

### Gemeindevertretung
Bei der Kommunalwahl am 14. Mai 2023 wurden insgesamt neun Sitze vergeben. Von diesen erhielt die Allgemeine Freie Wählergemeinschaft Steinhorst sechs Sitze und die Freie Steinhorster Wählergemeinschaft drei Sitze.

### Wappen
Blasonierung: „In Silber ein golden bewehrter, golden bekrönter halber roter Löwe.“

## Kultur
Im Ortsgebiet gibt es das Museum „Vergessene Arbeit“.

## Persönlichkeiten
- Joachim von Schwarzkopf (1766–1806), Jurist, Historiker und Diplomat im Dienste des Kurfürstentums Hannover
- Karl Kien (1869–1943), Buchbinder und Politiker (DNVP)
- Kai Meyn (1872–1940), Offizier, zuletzt Generalmajor